# I Created Disco
I Created Disco – debiutancki studyjny album szkockiego producenta muzyki pop Calvina Harrisa wydany w Wielkiej Brytanii w 2007 roku.

## Lista utworów
1. „Merrymaking at My Place” – 4:10
2. „Colours” – 4:02
3. „This is the Industry” – 3:56
4. „The Girls” – 5:15
5. „Acceptable in the 80s” – 5:33
6. „Neon Rocks” – 3:48
7. „Traffic Cops” – 0:55
8. „Vegas” – 5:42
9. „I Created Disco” – 4:08
10. „Disco Heat” – 4:31
11. „Vault Character” – 0:08
12. „Certified” – 4:08
13. „Love Souvenir” – 4:20
14. „Electro Man” – 4:58

### Utwory bonusowe

#### UK/AustraliaiTunesBonus Track
15. „We’re All The Same” – 3:56 

#### WłochyDigitalBonus Tracks
15. „Acceptable In The 80s” (Tom Neville Remix Edit) – 7:11 

16. „The Girls” (Groove Armada Remix) – 8:04 

17. „Merrymaking At My Place” (Deadmau5 Remix) – 5:28 

#### JaponiaBonus Tracks
15. „Rock N Roll Attitude” – 3:19 

16. „Love For You” – 3:52 

17. „The Girls” (Groove Armada Remix) – 8:03 

18. „Acceptable In The 80s” (Tom Neville Remix) – 7:16 

#### FrancjaBonus CD
1. „Rock N Roll Attitude” – 3:19
2. „We Are All The Same” – 3:56
3. „Love For You” – 3:52
4. „Merrymaking At My Place” (Mr Oizo Remix) – 3:29
5. „Acceptable in the 80s” (Tom Neville Remix) – 7:16
6. „The Girls” (Groove Armada Remix) – 8:03
7. „The Girls” (Acoustic Version) – 3:30